# Clinton (Minnesota)
Clinton is een plaats (city) in de Amerikaanse staat Minnesota, en valt bestuurlijk gezien onder Big Stone County.

## Demografie
Bij de volkstelling in 2000 werd het aantal inwoners vastgesteld op 453. In 2006 is het aantal inwoners door het United States Census Bureau geschat op 414, een daling van 39 (-8,6%).

## Geografie
Volgens het United States Census Bureau beslaat de plaats een oppervlakte van 2,7 km², waarvan 2,5 km² land en 0,2 km² water. Clinton ligt op ongeveer 351 m boven zeeniveau.

## Plaatsen in de nabije omgeving
De onderstaande figuur toont nabijgelegen plaatsen in een straal van 20 km rond Clinton.